# فرودگاه ایالتی کرسنت لیک
فرودگاه ایالتی کرسنت لیک (به انگلیسی: Crescent Lake State Airport) یک فرودگاه همگانی است که یک باند فرود آسفالت دارد و طول باند آن ۱۱۸۹ متر است. این فرودگاه در کشور ایالات متحده آمریکا قرار دارد و در ارتفاع ۱۴۶۶ متری از سطح دریا واقع شده‌است.